# Falsomesosella ochreomarmorata
Falsomesosella ochreomarmorata är en skalbaggsart som beskrevs av Stefan von Breuning 1968. Falsomesosella ochreomarmorata ingår i släktet Falsomesosella och familjen långhorningar.
Artens utbredningsområde är Laos. Inga underarter finns listade i Catalogue of Life.